# باتپاقتی (استان قراغندی)
باتپاقتی (انگلیسی: Batpakty) یک شهرک در استان قراغندی کشور قزاقستان است.